# Wheaton (Missouri)
Wheaton és una població dels Estats Units a l'estat de Missouri. Segons el cens del 2000 tenia 721 habitants.

## Demografia
Segons el cens del 2000, Wheaton tenia 721 habitants, 285 habitatges, i 196 famílies. La densitat de població era de 545,8 habitants per km².
Dels 285 habitatges en un 36,8% hi vivien nens de menys de 18 anys, en un 54,4% hi vivien parelles casades, en un 10,5% dones solteres, i en un 30,9% no eren unitats familiars. En el 27,4% dels habitatges hi vivien persones soles el 18,2% de les quals corresponia a persones de 65 anys o més que vivien soles. El nombre mitjà de persones vivint en cada habitatge era de 2,53 i el nombre mitjà de persones que vivien en cada família era de 3,05.
Per edats la població es repartia de la següent manera: un 28,8% tenia menys de 18 anys, un 12,1% entre 18 i 24, un 25,7% entre 25 i 44, un 16,9% de 45 a 60 i un 16,5% 65 anys o més.
L'edat mediana era de 32 anys. Per cada 100 dones de 18 o més anys hi havia 85,2 homes.
La renda mediana per habitatge era de 21.354 $ i la renda mediana per família de 26.058 $. Els homes tenien una renda mediana de 22.750 $ mentre que les dones 16.827 $. La renda per capita de la població era d'11.124 $. Entorn del 18,2% de les famílies i el 20,8% de la població estaven per davall del llindar de pobresa.

## Poblacions més properes
El següent diagrama mostra les poblacions més properes.